# Josef Bauer (officier SS)
Pour les articles homonymes, voir Josef Bauer et Bauer.
Josef Bauer, né le 25 janvier 1881 et décédé le 30 avril 1958 à Munich, était un homme politique allemand, membre du parti nazi et officier de la SS.

## Sa vie
Bauer, est le fils d'un forgeron et d'une enseignante à Munich. De 1915 à 1918, il participe comme soldat à la Première Guerre mondiale et est décoré de la Croix de fer de seconde classe.
En 1925, il devient membre du NSDAP dans sa ville natale. Dès 1930, il est président du Reich et chef de la Gaurednerschule (ndt : école de conférenciers, orateurs du Gau).
De 1932 à 1933, Bauer est membre du Parlement bavarois, où il est président du groupe parlementaire du parti nazi. De 1933 à 1937, il est président de l'Association des enseignants bavarois enrégimentée et à partir de 1941, directeur du bureau du district de Munich pour l'Association des enseignants nationaux-socialistes.
Bauer est également membre de la Schutzstaffel et en 1941, nommé brigadeführer.

### Livres signés Mein Kampf
En février 2014, un rare ensemble de deux volumes de Mein Kampf signé par Adolf Hitler, cadeau de vacances d'Hitler à Bauer, se vend pour 64 850 $ chez Nate D. Sanders Auctions à Los Angeles. 
Dans l'autographe, Hitler envoie à Bauer ses meilleurs vœux pour la période de Noël.